# Тупцовский стан
Тупцовский стан — административно-территориальное образование в составе Можайского уезда (по доекатерининскому делению). Существовал до конца XVIII века. Располагался на реке Шаня и речке Трубенка «В Тупцовском стану в пустоши Пятницкая на речке Трубенке», в южной части Можайского уезда.   Вероятный центр стана  — Пятницкая пустошь55°07′53″ с. ш. 35°36′20″ в. д. — с 1626 года пустошь, где был погост Параскевы Пятницы. Назван в 1635-м году бывшим погостом Пятницы, в Тупцове Передельского стана. Название восходит к более древней боровской волости Трубна. Слово «тупец»  означало тупой скорняцкий нож

## История
В 1494 году послы великого княжества Литовская назвали волость Трубна смоленской, однако фактически она была среди  боровских волостей, что было принято послами на переговорах 
В 1626-27 годах упоминаются пустоши Сицевицино (Яковлевского поместья) и Даниловское во владении князя Григория Андреевича Косицкого и его матери, вдовы Аграфены.
В первой половине XVIII века купцы Мосоловы испросили разрешение на постройку молотовых амбаров и домны близ деревни Становой, в Кузовской волости, Дубцовском(Тупцовском) стане
В 1737 году в Тупцовском стане при железных заводах на реке Шаня по прошению Неонилы Ерофеевны Мосоловой строится церковь Рождества Христова.
В 1768 году имеется запрос по промемории(памятной) записки Коллегии экономии о требовании известия, имеются ли в Можайском уезде, по речке Трубенке, в Тупцове, где церковная Пятницкая земля состоит, или в близости оной, заводчика Ивана Перфильевича Мосолова, железный завод и в каком состоянии.

## Населенные пункты
- Сицевицино(Косицино)
- Даниловское — сельцо
- Образцово
- Шевнево
- Становое[9]
- Шанский Завод[7][10]